# Anton Łuckiewicz
Antoni Łuckiewicz (biał. Антон Іванавіч Луцкевіч; ur. 29 stycznia 1884 w Szawlach, zm. 23 marca 1942 koło Saratowa) – białoruski działacz narodowy, krytyk literacki i publicysta, premier i minister spraw zagranicznych Białoruskiej Republiki Ludowej 1918–1919.

## Życiorys
Pochodził ze szlacheckiego rodu, był synem Jana Bolesława Łuckiewicza h. Nowina, naczelnika w powstaniu styczniowym, brat Iwan również zaangażowany był w białoruskie odrodzenie narodowe. W 1902 roku ukończył gimnazjum w Mińsku, po czym studiował na Wydziale Matematyczno-Fizycznym Uniwersytetu w Petersburgu, później prawo w Dorpacie.
W 1903 roku przystąpił do Hramady, rok później został aresztowany przez władze carskie za rozpowszechnianie białoruskiej literatury politycznej, wypuszczony bez prawa wyjazdu z Mińska. Po dwóch latach znalazł się w Wilnie, gdzie wszedł w skład redakcji „Naszej Doli” i „Naszej Niwy”.
Po wejściu do Wilna wojsk niemieckich w 1915 roku działał w Białoruskim Towarzystwie Pomocy Ofiarom Wojny, dalej prowadząc działalność narodową i polityczną. W latach 1915–1918 stał na czele Białoruskiego Komitetu Ludowego, który koordynował działania białoruskich ugrupowań politycznych, społecznych i zawodowych. Wydawał gazetę „Homan”. Był inicjatorem powstania w marcu 1918 roku Białoruskiej Republiki Ludowej, w której został premierem i ministrem spraw zagranicznych. Wszedł w konflikt z władzami polskimi, został na krótko aresztowany w Warszawie. W 1921 roku stanął na czele Białoruskiego Komitetu Narodowego w Wilnie, wypowiadał się za federalnym modelem ustroju Rzeczypospolitej – po klęsce idei białoruskiej państwowości był gotów pójść na kompromis z władzami w Warszawie.
Przeszedł z katolicyzmu na kalwinizm, wielkie nadzieje wiązał z utworzeniem białoruskiego narodowego kościoła. Pomagał dla Dziekuć-Maleja w jego pracy nad przekładem Nowego Testamentu, jako redaktor. W rzeczywistości był ateistą.
Po śmierci brata w 1919 roku kierował Muzeum Białoruskim im. Iwana Łuckiewicza w Wilnie. Dalej współpracował z białoruską socjaldemokracją, za co został aresztowany w 1927 roku. Po wyjściu z aresztu pracował w Gimnazjum Białoruskim w Wilnie, z którego zwolniono go w 1931 roku. W latach 1933–1939 jego publicystyki nie można było drukować w gazetach na terenie RP. 30 września 1939 roku aresztowany przez NKWD w Wilnie i przesłany do Mińska, gdzie skazano go na 8 lat więzienia. Rehabilitowany przez władze Białoruskiej SRR dopiero w 1989 roku.
Jego synem był Lawon Łuckiewicz, wileński działacz białoruski.

## Upamiętnienie
Podobizny Antona i Iwana Łuckiewiczów widnieją na awersie Krzyża Odrodzenia Białorusi – odznaczenia ustanowionego i nadawanego przez Zjednoczony Gabinet Przejściowy Białorusi.

## Twórczość
- Biełorusy, Wilno 1909
- Naszy piesniary: litaraturna-sacyjalnyja narysy, Wilno 1918
- Ekanamičnaja ewalucyja i biełaruski ruch, Wilno 1918
- Polskaja akupacyja na Biełarusi, Wilno 1920
- Puciawodnyja idei biełaruskaje litaratury, Wilno 1921
- Wilnia u biełaruskaj litaratury, Wilno 1925
- Za dwaccać piać hadou (1903–1928): Uspaminy ab pracy pierszych biełaruskich palit. arhanizacyj, Wilno 1928 (ponowne wydanie w Mińsku w 1991 roku)
- Adbitaje życcio, Wilno 1929
- Janka Kupała jak prarok adradżennia, Wilno 1933